# Ranau
Ranau est une ville de l’État Sabah en Malaisie dans l'ile de Bornéo. Elle est située au nord-ouest de l’État au pied du mont Kinabalu dans la région des monts Crocker. Elle se trouve à 106 km par la route à l'est de la capitale Kota Kinabalu. La ville, qui compte 8 970 habitants en 2010, est le chef-lieu du district éponyme. Les habitants font partie principalement de l'ethnie Dusun avec une minorité chinoise. La ville, qui se trouve dans une région particulièrement vallonnée, est le point de départ pour les randonnées vers le mont Kinabalu et les sources chaudes de Poring. La mine de cuivre de Mamut, située à proximité, a produit de 1975 jusqu'à sa fermeture en 1999 de grandes quantités de cuivre, d'argent et d'or : 25 000 tonnes de cuivre pur, 13 tonnes d'argent et 2 tonnes d'or au pic de la production. Mais l'exploitation à ciel ouvert a créé des dommages considérables dans l'écosystème local.

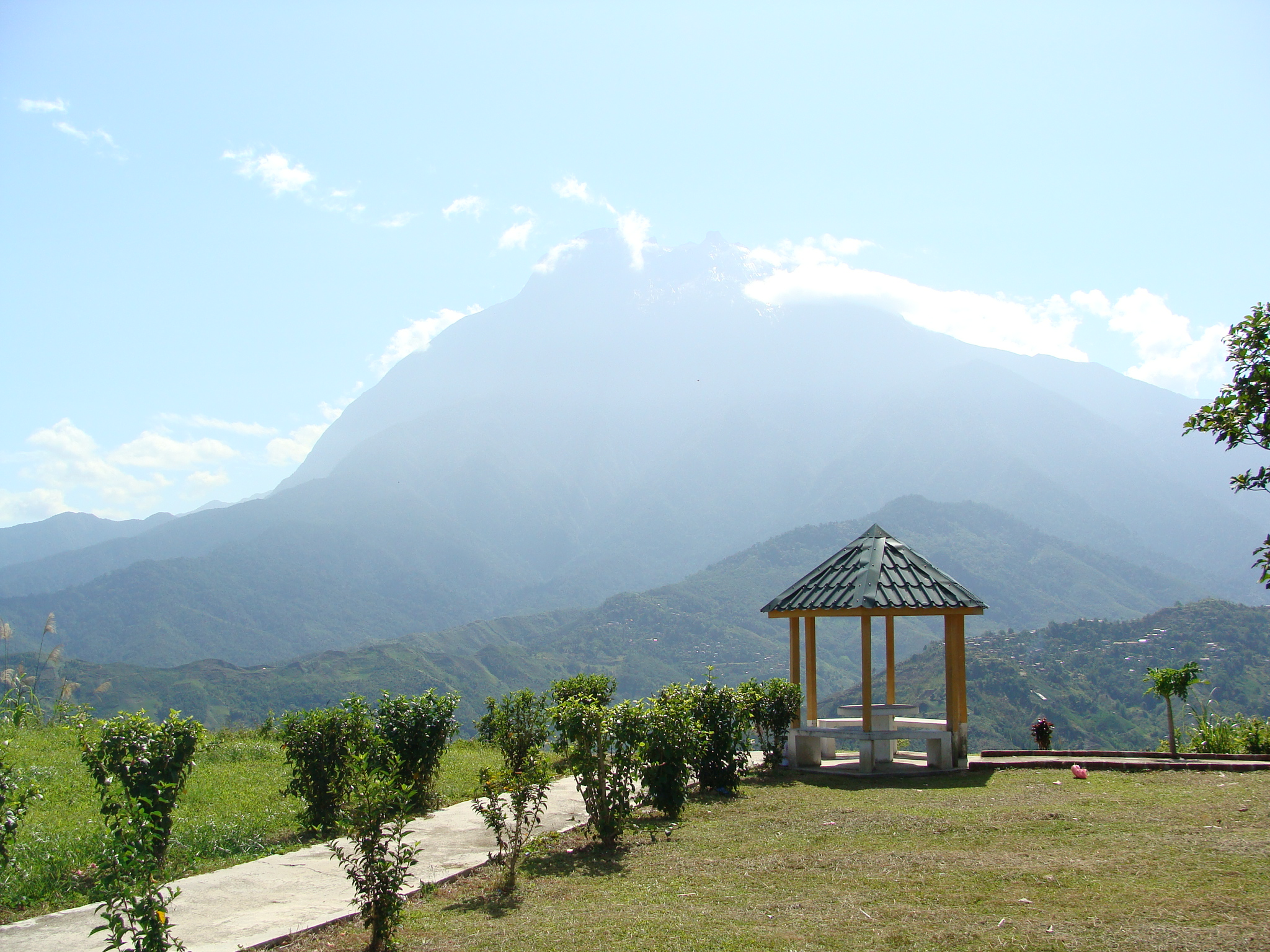
Vue sur le mont Kimbalu.
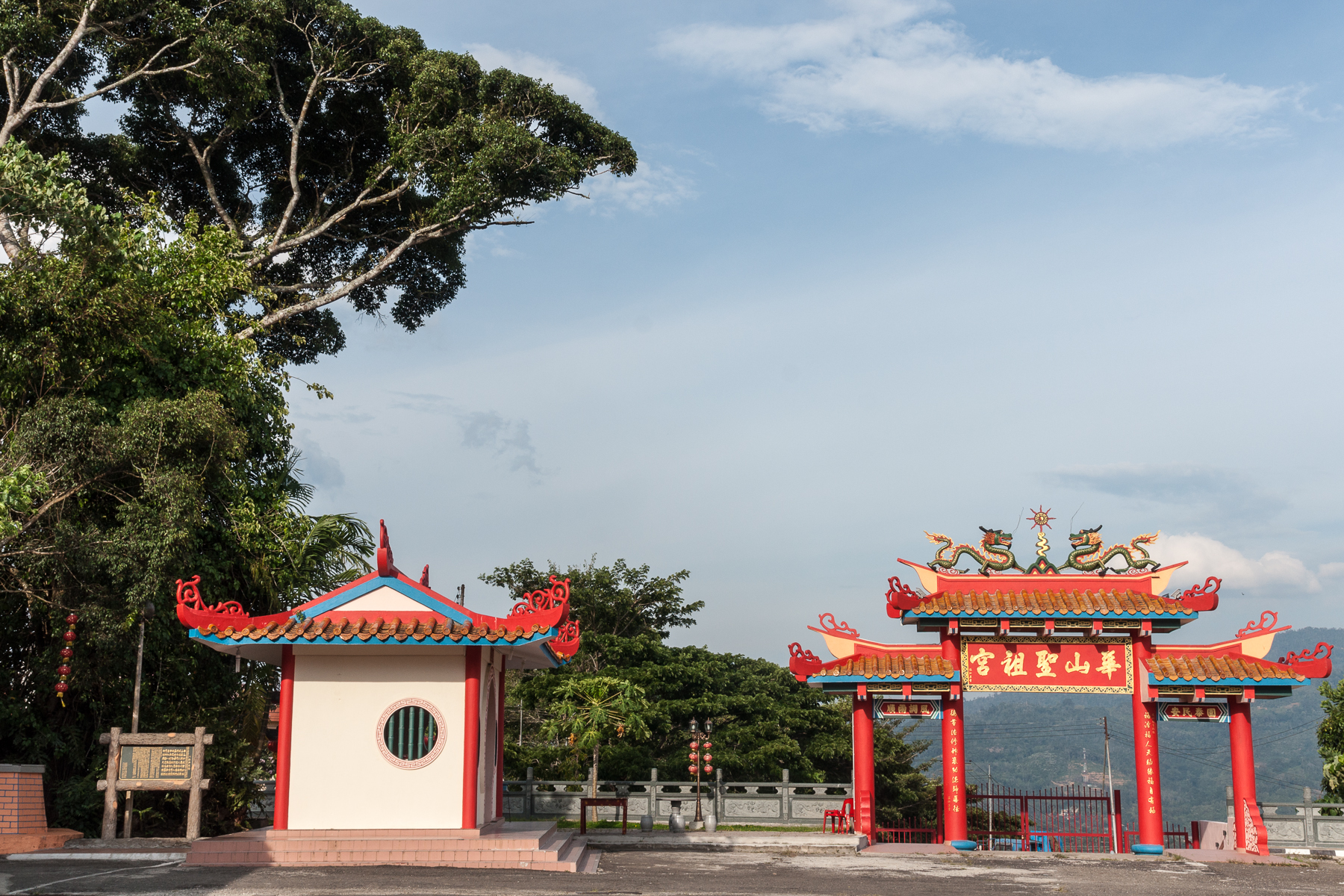
Temple bouddhiste
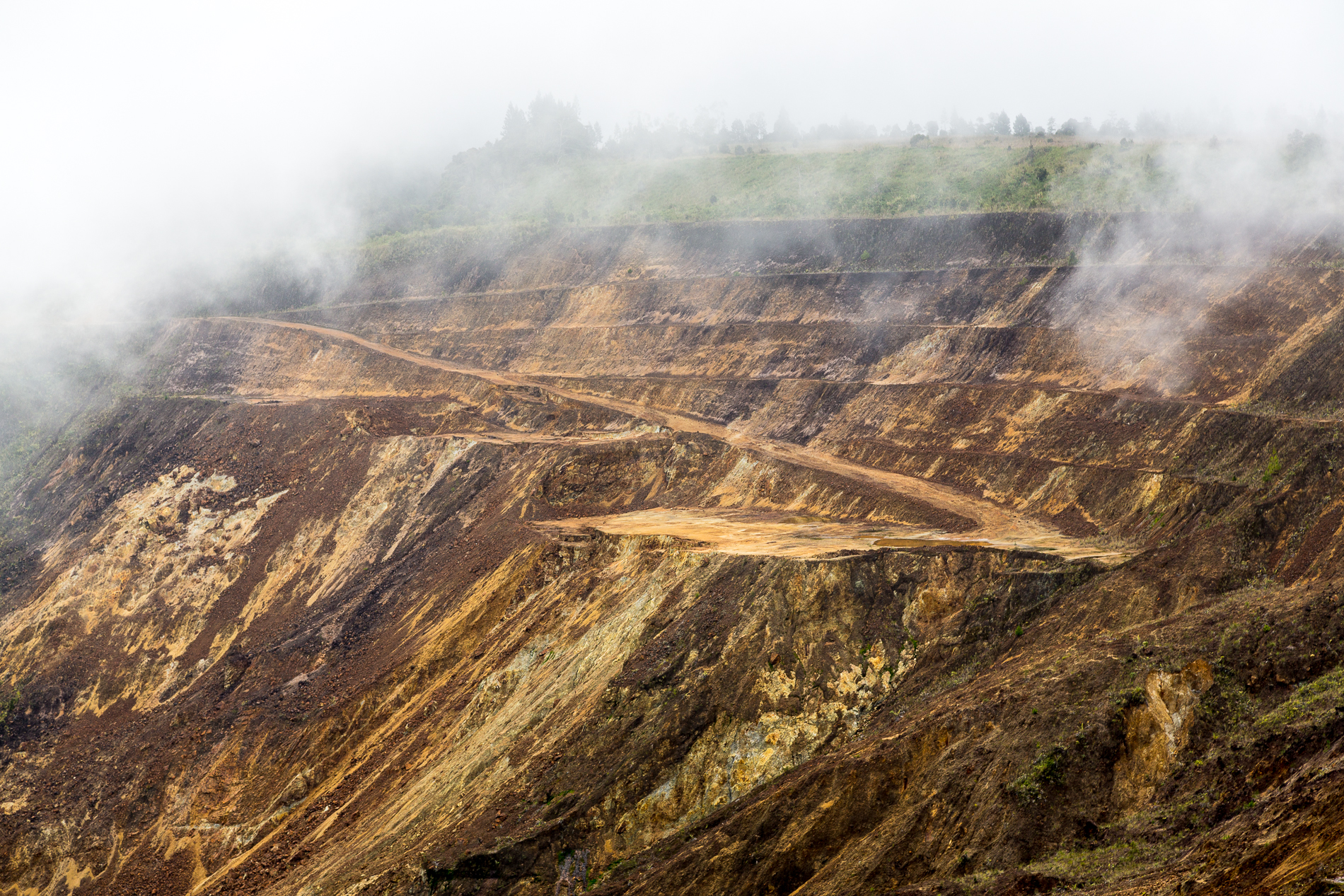
Site de l'ancienne mine de cuivre de Mamut
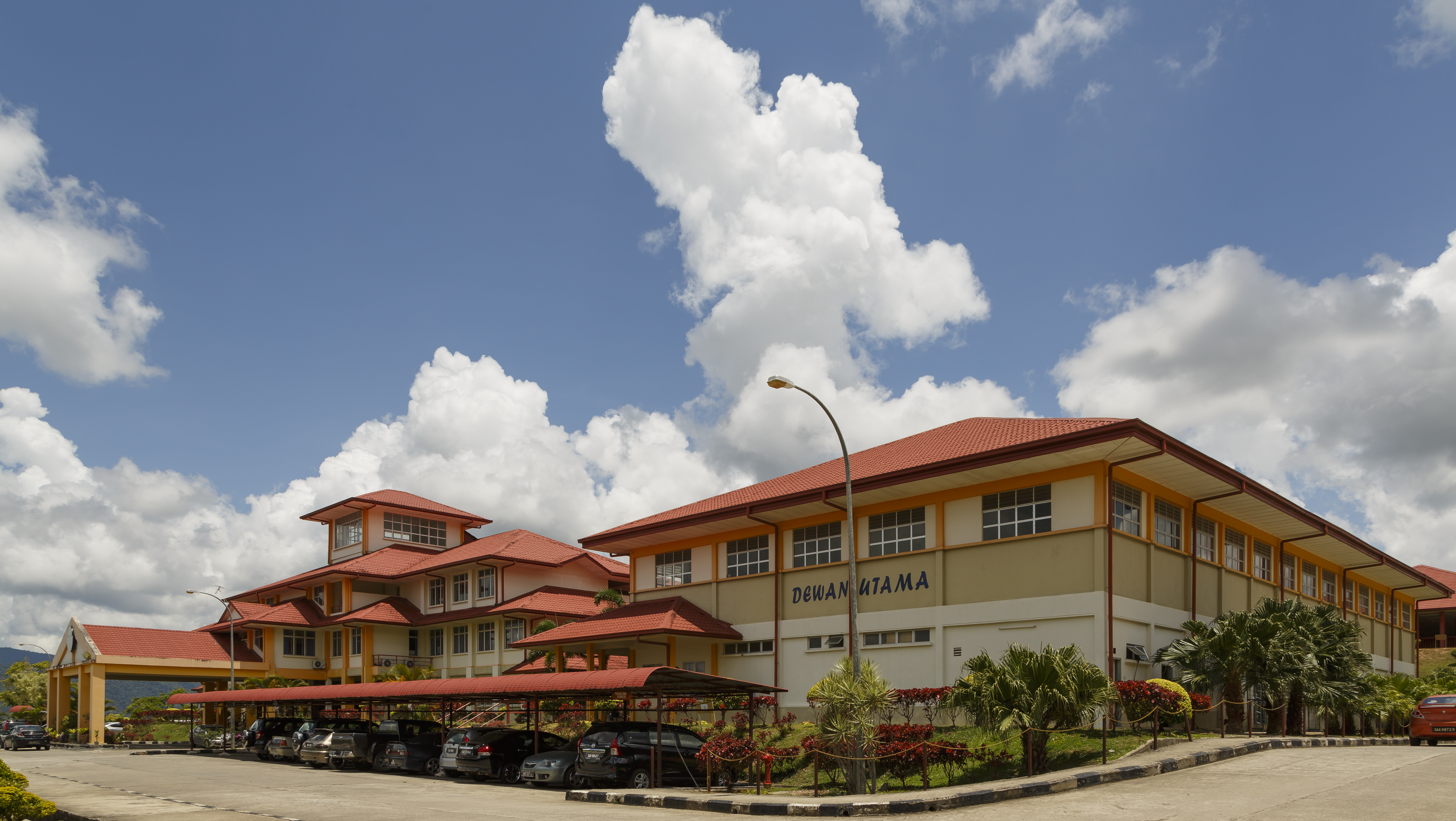
Lycée
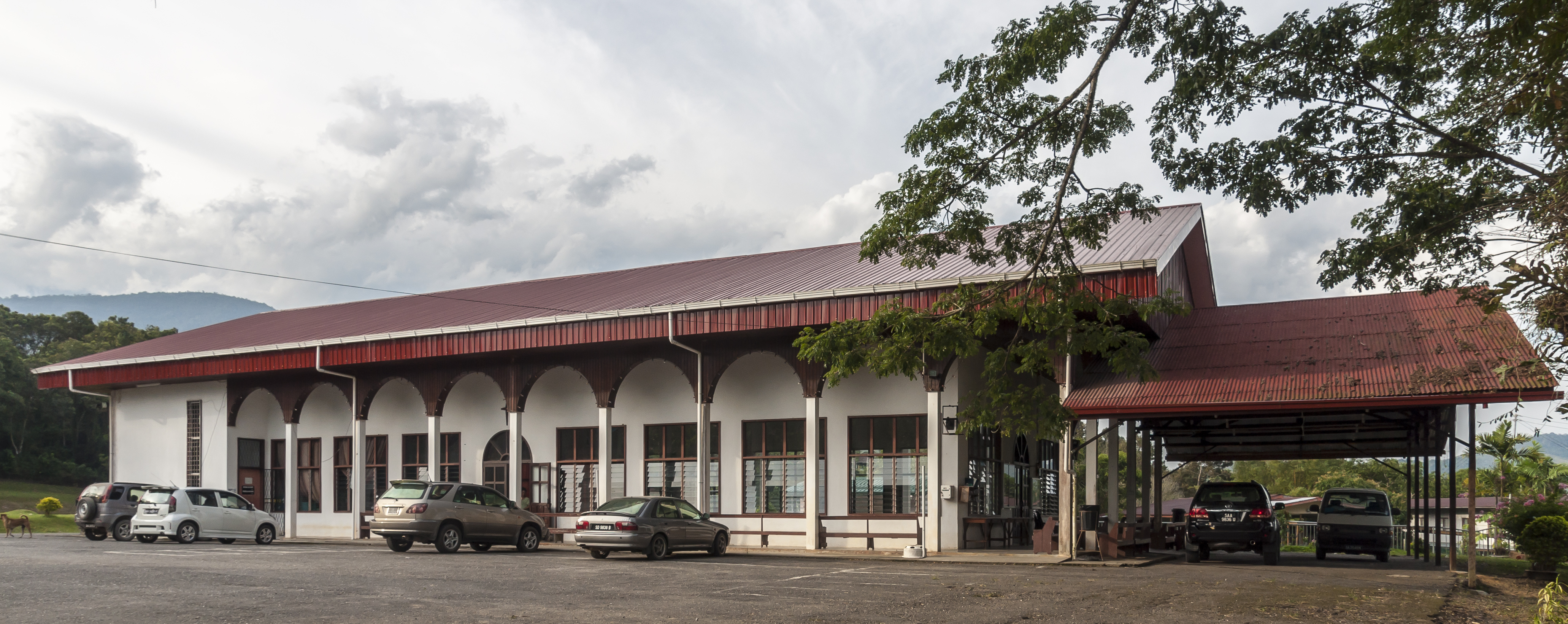